# Marek Galiński (Radsportler)

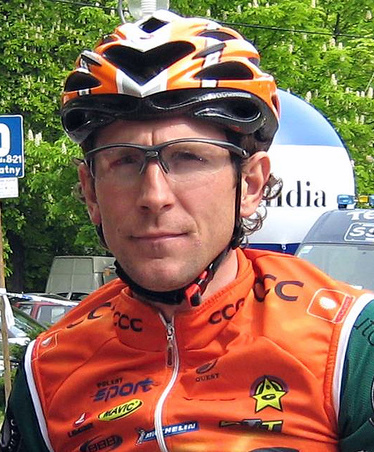
Marek Galiński (2007)

Marek Galiński (* 1. August 1974 in Opoczno; † 17. März 2014 in Kielce) war ein polnischer Cyclocross-, Mountainbike- und Straßenradrennfahrer.

## Karriere
Marek Galiński wurde 1996 polnischer Meister im Cyclocross der U-23-Klasse. In der Eliteklasse belegte er 1998 den dritten Platz. 2002 wurde er Profi bei dem polnischen Straßenradsportteam CCC-Polsat. Auf dem Mountainbike wurde er 2004 polnischer Meister im Cross Country. Diesen Titel verteidigte er im folgenden Jahr und 2008 gewann er ihn erneut. Bei den Olympischen Sommerspielen 2008 in Peking belegte er Platz 13 beim Cross Country. 
Galiński starb am 17. März 2014 an den Folgen eines Autounfalls.

## Erfolge – Cyclocross
Polnischer Meister (U-23): 1995/96

## Erfolge – Mountainbike
Polnischer Meister – Cross Country: 2004, 2005, 2008, 2009, 2010, 2011

## Teams
- 2002 CCC-Polsat
- 2003 CCC-Polsat
- 2004 Hoop CCC-Polsat / Team Orbea (MTB)
- 2005 Grupa PSB

- 2007 CCC Polsat-Polkowice
- 2008 JBG2-APC Presmet (MTB)
- 2009 JBG2 Professional MTB Team
- 2010 JBG2 Professional MTB Team
- 2011 JBG2 Professional MTB Team
- 2012 JBG2 Professional MTB Team
- 2013 JBG2 Professional MTB Team
- 2014 JBG2 Professional MTB Team